# رامی نیمینن
رامی نیمینن (فنلاندی: Rami Nieminen؛ زادهٔ ۲۵ فوریهٔ ۱۹۶۶) بازیکن فوتبال اهل فنلاند بود.
از باشگاه‌هایی که در آن بازی کرده‌است می‌توان به باشگاه فوتبال هاکا اشاره کرد.
وی همچنین در تیم ملی فوتبال فنلاند بازی کرده‌است.